# Raffinerie de Yeosu
La raffinerie de Yeosu est en 2014 la 4e plus importante raffinerie de pétrole au monde. Sa capacité de raffinage s'élève à 775 000 barils par jour. Elle est située en Corée du Sud dans la ville de Yeosu et est exploitée par GS Caltex, une coentreprise entre Chevron et GS Group.